# Vočko veršotepcem
Vočko veršotepcem (v anglickém originále Moe'N'a Lisa) je 6. díl 18. řady (celkem 384.) amerického animovaného seriálu Simpsonovi. Scénář napsal Matt Warburton a díl režíroval Mark Kirkland. V USA měl premiéru dne 19. listopadu 2006 na stanici Fox Broadcasting Company a v Česku byl poprvé vysílán 21. září 2008 na stanici ČT2.

## Děj
Homer ráno vstává a má na prstu uzel. Pak zjistí, že na břiše má nápis „Nezapomeň“. Nemůže si ale vzpomenout, na co neměl zapomenout, a tak zkouší svou paměť probudit tím, že mlátí hlavou do dveří. U snídaně ho stále pronásleduje slovo „Nezapomeň“. Marge mu oznámí, že jede fandit dědovi na seniorskou olympiádu. Když odjede, zavolá Homerovi Vočko. Mají spolu jet na narozeninovou rybářskou výpravu a Vočko na něj čeká.
Na stadionu děda vypráví, jak na olympiádě v roce 1936 málem vyhrál zlatou medaili. Házel oštěpem, jenž těsně minul Hitlera a zasáhl atentátníka, který se ho chystal zabít. V běhu přes překážky děda skončí na posledním místě a ztratí zuby. Školník Willie, který u trati seká kosou trávu a zrovna si oblékl kápi, se rozhodne dědovi zuby donést. Děda si ale myslí, že ho honí smrtka, a se slovy „Živýho mě nedostaneš, zubatá!“ závod vyhraje.
Když se navečer rodina vrací domů, Homer si všimne, že tam na něj čeká Vočko, a vzpomene si i na svůj slib. Při večeři Simpsonovým Vočko do okna hodí kámen se vzkazem, jak ho Homer ranil. Líze zalíbí Vočkovo vidění světa a chtěla by o něm napsat referát. U Vočka doma se Líze zalíbí jeho útržky poezie a sestaví z nich báseň. Líza vymyslí i název – „Vytí na betonový měsíc“. Pak pošle Vočkovu báseň do Perspektiv americké poezie, kde se rozhodnou báseň vytisknout. Tom Wolfe pozve Vočka na festival Slovokvas a Simpsonovi tam jedou s ním.
Na festivalu je Vočko dotázán, jak vymyslel název pro svou báseň. On ale Lízu zapře a zalže, že si ho vymyslel úplně sám. Líza je zklamaná. Vočko pak Lízu požádá, aby pro něj složila další báseň jeho jménem, ale Líza odmítne. Při večeru na jeho počest má přednést svou báseň, ale přečte návod na používání výtahu. Publikum je rozhořčeno a Vočko na místě složí „Ódu na Lízu“ a oba se usmíří. Festival končí bitkou Michaela Chabona a Jonathana Franzena.
Při závěrečných titulcích dílu Homer ochutnává sirup, jako by to bylo víno.

## Produkce
Scenáristé epizody nejprve přišli s nápadem, že Vočko bude Charles Bukowski, a pak ho spojili s Lízou. V epizodě hostují spisovatelé Tom Wolfe, jenž říká, že Simpsonovi „jsou jediným pořadem, který v televizi sleduji“, Jonathan Franzen a Michael Chabon, kteří společně nahráli své repliky, a Gore Vidal, který přiznal, že pořad nesleduje pravidelně. V jedné verzi scénáře byli Wolfe, Chabon a Franzen zabiti obřím balvanem. Přestože hostující hvězdy nahrály repliky pro tuto část epizody, scéna byla z konečné verze vystřižena. J. K. Simmons si v dílu zopakoval svou roli hlasu J. Jonaha Jamesona ze série Sama Raimiho Spider-Man.

## Přijetí
Během prvního vysílání díl sledovalo 9,31 milionu diváků, čímž epizoda překonala sledovanost předchozího dílu Já, robot.
Dan Iverson z IGN díl ohodnotil známkou 7,3 a uvedl, že tato epizoda vynahradila tu předchozí, a pochválil všechny hostující hlasy v jejich vystoupeních, hlavně Toma Wolfa.